# Ложная шандра
Ло́жная ша́ндра (лат. Pseudomarrubium) — монотипный род двудольных растений семейства Яснотковые (Lamiaceae), включающий вид Ложная шандра пустынноколоснико́вая, или Неуструе́вия карата́вская (лат. Pseudomarrubium eremostachydioides Popov). Выделен российским ботаником Михаилом Григорьевичем Поповым в 1940 году.
Синонимы — Neustruevia Juz., Neustruevia karatavica Juz..

## Распространение и среда обитания
Единственный вид является эндемиком западных и центральных участков хребта Сырдарьинский Каратау в Казахстане.
Произрастают на скалистых и илистых склонах.

## Общая характеристика
Хамефиты.
Сильно укореняющиеся полукустарники размером 20—25 см, покрытые железистыми и простыми волосками
Листья перистые, продолговатые, редко покрытые волосками.
Соцветие тирсовидное, с большим количеством белых цветков с жёстким околоцветником.
Плод — опушённый в верхней части трёхгранный орешек.
Цветут летом.

## Природоохранная ситуация
Ложная шандра пустынноколосниковая занесена в Красную книгу Казахстана. Ранее включалась также в Красную книгу СССР.